# O-Etil S-2-dietilaminoetil metilfosfonotiolato
O-Etil S-2-dietilaminoetil metilfosfonotiolato ou VM, é um organofosforado neurotóxico sintético de formulação C9H22NO2PS. VM apresenta propriedades semelhantes à de VX.
.